# Phasicnecus similis
Phasicnecus similis är en fjärilsart som beskrevs av Rothschild 1917. Phasicnecus similis ingår i släktet Phasicnecus och familjen Eupterotidae. Inga underarter finns listade i Catalogue of Life.